# Tapenada
La tapenada (en occità) és una mena de salsa o pasta d'olives aixafades, que poden ser verdes, si és la tapenada verda, o negres, per a la tapenada negra. Se sol servir sobre llesques de pa torrat a l'estil del català pa amb tomàquet, però també es pot utilitzar com a salsa per a carns, per farcir, o fins i tot, dissolta en oli d'oliva, per a amanir enciam, cogombre, tomata, etc. Les tàperes, encara que no en són l'ingredient principal, no hi poden mancar pas, ja que el mot tapenada ve precisament de l'occità tapena (tàpera o tàpena en català).
És una preparació que es fa a la costa mediterrània d'Occitània i al Rosselló. A Catalunya i a la resta de Països Catalans es fa una preparació molt semblant, que no conté tàperes i es diu olivada.

## Ingredients
- 130g d'olives sense pinyol
- 50ml d'oli d'oliva
- 4-5 tàperes
- 4 anxoves conservades en oli
- 1 gra d'all

## Preparació
Cal picar les olives, les tàperes, les anxoves i l'all en un morter, i després anar afegint l'oli a poc a poc integrant-lo a la pasta fins a obtenir la textura que es desitgi.
Es conserva fàcilment cobrint-la amb oli.